# Нобелівська премія миру 2015
Лауреатів Нобелівської премії миру 2015 року оголошено Норвезьким Нобелівським комітетом 9 жовтня 2015 року об 11:00 (CET). Церемонія вручення премії відбулася в Міській ратуші Осло 10 грудня 2015 року.

## Лауреати
- Квартет національного діалогу Тунісу — за вирішальний внесок у розбудову плюралістичної демократії у Тунісі при зародженні Жасмінової революції 2011 року[2]

## Номінанти
На Нобелівську премію миру 2015 року претендуватимуть 276 кандидатів.

### Номінанти від України
На Нобелівську премію миру 2015 року було номіновано Мустафу Джемілєва.